# Théophile l'Indien
Théophile l'Indien est un évêque et missionnaire chrétien du IVe siècle, appartenant à la tendance de l'arianisme, dont la carrière est retracée dans l'Histoire ecclésiastique de Philostorge (résumée par le patriarche Photius).
L'histoire de Théophile l'Indien était racontée par Philostorge dans les chapitres suivants de son Histoire : II, 6 ; III, 4, 5, 6 ; IV, 1, 7 ; V, 4. 

## L'origine
Il était natif d'une île appelée Dibos, située dans ce que les Grecs de l'époque appelaient l'« Inde », c'est-à-dire l'ensemble des pays bordant l'Océan Indien. Cette île, appelée Diva dans le texte géographique contemporain conservé en latin intitulé Expositio totius mundi et gentium, Διαβά dans un autre texte, en grec, qui porte le titre d'Itinéraire perpétuel pour aller du paradis de l'Éden jusque chez les Romains, est d'identification incertaine. Selon l' Itinénaire, c'est le point extrême où parvint Alexandre le Grand, c'est-à-dire, si on prend le texte au pied de la lettre, le lieu près de l'embouchure de l'Indus où le conquérant fit un sacrifice, se croyant arrivé à une extrémité de l'oikouménè. En fait ce nom, qui représente le sanscrit dwipa, « île », est une désignation tout à fait générale ; il pourrait correspondre à n'importe quelle île dans le nord de l'Océan Indien. Grégoire de Nysse rattache Théophile au peuple des Blemmyes, mais ce mot renvoie sans doute, sous sa plume, à tout ce qui est « au-delà » de l'Égypte.

## La mission
Théophile avait été envoyé très jeune comme otage aux Romains sous le règne de Constantin Ier. Il avait été converti au christianisme, s'était fait moine, et avait été ordonné diacre par Eusèbe de Nicomédie. Peu après avoir expulsé Athanase d'Alexandrie de son siège épiscopal et l'avoir remplacé par Grégoire de Cappadoce (avril 339), l'empereur Constance II décida d'envoyer une ambassade aux Homérites, avec l'intention, selon Philostorge, d'obtenir leur conversion au christianisme. Théophile fut consacré évêque par les ariens pour prendre part à cette ambassade, qui fut pourvue des plus grandes richesses (comme deux cents étalons de Cappadoce) pour éblouir les infidèles.
Chez les Homérites, Théophile fut confronté à la concurrence religieuse des Juifs, mais parvint, selon Philostorge, à convertir le roi du pays, qui fit construire sur ses propres deniers trois églises : l'une dans la capitale Zafar, une autre à Aden, qui était le port où débarquaient les commerçants venant de l'Empire romain, et une troisième dans un endroit proche de l'embouchure de la « mer Persique » où arrivaient les marchands de l'Empire sassanide (peut-être Ormuz).
Après avoir consacré ces églises, Théophile poursuivit son périple vers son île natale de Dibos, puis vers « d'autres régions de l'Inde ». Il y trouva des communautés chrétiennes dont il dut corriger les rites, non conformes à ce qui se pratiquait dans l'Empire romain, mais dont, selon Philostorge, la doctrine était en parfait accord avec l'arianisme. Ensuite il se rendit à Aksoum, où on sait que vivait à l'époque le chrétien Frumence, qui n'était pas arien et fut ordonné prêtre par Athanase d'Alexandrie à une date incertaine (sans doute peu après le rétablissement de l'archevêque sur son siège en 346). Philostorge ne donne aucune précision sur l'action de Théophile dans le royaume d'Aksoum, et on ne sait s'il y eut alors un heurt quelconque entre les deux tendances du christianisme. De retour dans l'Empire romain, Théophile fut couvert d'honneurs par Constance II, mais en revanche ne se vit confier aucun siège épiscopal.

## Autres épisodes
Philostorge réintroduit ensuite Théophile quand il raconte la catastrophe de Constantius Gallus (354). L'évêque aurait été l'intermédiaire dans les négociations ayant abouti à la promotion du prince comme césar en 351 ; ensuite, il aurait été le garant de la paix entre l'empereur et lui. Quand Gallus fut convoqué à Poetovio où il allait être destitué, Théophile l'accompagnait. L'évêque fut lui-même arrêté et envoyé en exil, l'empereur n'appréciant pas sa position de neutralité.
Il fut rappelé au palais impérial lorsque l'impératrice Eusébie développa une maladie de l'utérus : il était en effet réputé pour sa remarquable aptitude à guérir les maladies. L'empereur le supplia de lui accorder son pardon et de soigner sa femme, qui, selon Philostorge, se rétablit grâce à lui (en fait, elle mourut en 360, donc sans doute assez peu de temps après).